# Viktor Amadeo I.
Viktor Amadeo I. (tal. Vittorio Amedeo I) (Torino, Pijemont, 8. svibnja 1587. – Vercelli, Pijemont, 7. listopada 1637.), savojski vojvoda od 1630. godine; sin i nasljednik vojvode Karla Emanuela I. iz Savojske dinastije.
Poslije očeve smrti, Francuzi su okupirali Savoju, no kako se Viktor Amadeo oženio s francuskom princezom Kristinom Burbonskom, uspio je 1631. godine vratiti Savoju i steći jednu trećinu Montferrata. Istovremeno, morao je predati utvrdu Pinerelo Francuzima, koji su time sljedećih šezdeset i pet godina imali kontrolu nad Savojom.
Naslijedio ga je 1637. godine stariji maloljetni sin, Franjo Hijacint koji je umro već sljedeće godine, zbog čega ga je naslijedio mlađi, također maloljetni, sin Karlo Emanuel II. koji je dugo vremena vladao pod skrbništvom svoje majke Kristine Burbonske.